# 四足步行

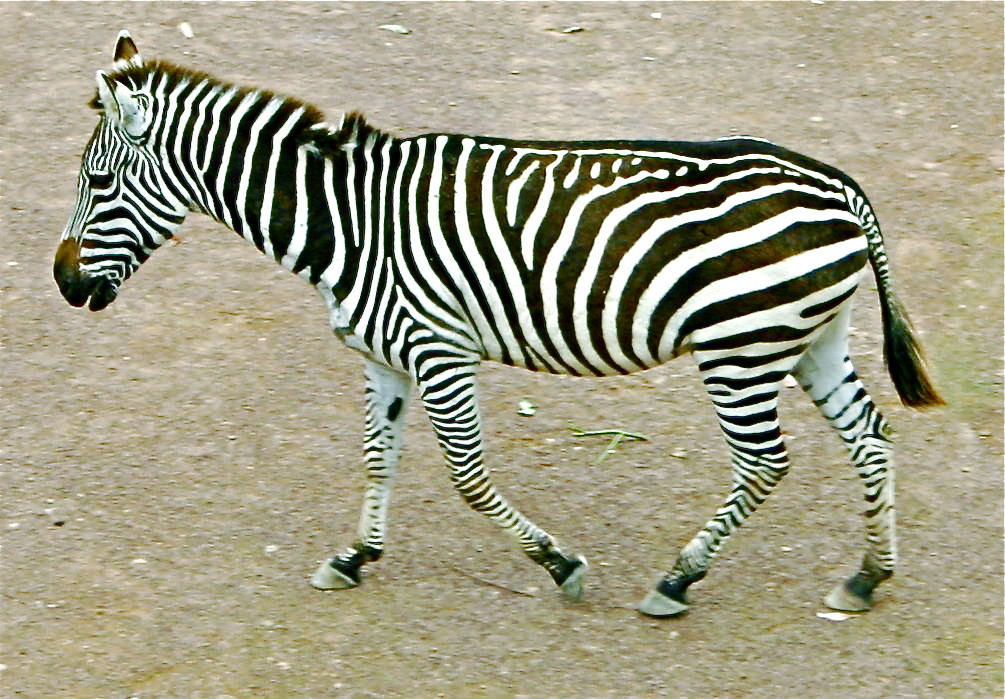
斑馬是一種四足步行動物

四足步行（quadrupedalism）是一種動物使用四肢或四腿的地面運動模式。四足步行的動物稱為四足步行類（quadruped）。多數的四足步行類是脊椎動物，包括牛、狗和猫等哺乳動物和蜥蜴等爬行动物。四足步行的英文quadrupedalism，由拉丁文字首quadri-（意思為四）和字根-ped（意思為足）組成。四足類的英文為tetrapod，則是由希臘文字首tetra-（意思為四）和字尾-pod（意思為足、腿、肢）組成。
其他的動物很少有四足步行類，但有一些鳥類，例如鯨頭鸛，有時候會在撲向獵物後，使用牠們的翅膀來調整自己的身軀。

## 四足步行類與四足類
四足步行類（quadruped）和四足類（tetrapod）兩個詞彙，都含有「四條腿」的意思，但卻有著不同的含意。四足類指的是生物分類學中，隸屬於四足總纲（其歸類定義為由特定某個四足祖先所衍生出的後裔）的任何一種成員；而四足步行類則是指實際上使用四肢進行運動的動物。並非所有的四足類都是四足步行類，也不是所有的四足步行類都是四足類。
四足步行類和四足類之間的區分在演化生物學中相當重要，尤其是在某些四足類的肢體已適應演化出其他功能的情况下，例如人類的手，鳥類的翅膀，鯨魚的鰭等。所有上述的動物都是四足類，但都不是四足步行動物。即使是四肢已完全喪失或已演變為痕跡器官的蛇，也屬於四足類。
大多數四足步行類動物都屬於四足類，但也有少數的例外，譬如昆蟲中的螳螂即是四足步行動物。

## 人類中的例子
2005年7月，科學家在土耳其的鄉村地區發現了五個自然學會手脚走路的庫德族兄弟姊妹。和黑猩猩以雙手指節行走指節行走不同，他們以手掌在地面行走，使他們保有手指的靈活性。
許多人認為四足步行有益於增强全身的力量，特别是從事跑酷和自由奔跑的特技人員以及喬治·赫伯特（Georges Hébert）推崇的自然體能訓練方法。伊藤健一（Kenichi Ito）即是一位以四肢極限速跑著稱的日本男子。四足步行一詞有時被用作形容四足著地的狀況，尤其是在嬰幼兒的爬行中可被觀察到。

## 四足機器人
波士頓機械狗BigDog是一種動力平衡的四足機器人，由波士頓動力公司（Boston Dynamics）、福斯特-米勒公司 （Foster-Miller）、NASA的噴射推進實驗室以及哈佛大学的康科德野外工作站（Concord Field Station）於2005年共同研發製造。
同樣由NASA的噴射推進實驗室，並與加州大学聖塔芭芭拉分校的機器人實驗室合作製造的是RoboSimian，並在DARPA機器人挑戰賽中，充分證明了其所著重的穩定性和深思熟慮的穩健性。

## 伏行姿態
伏行（pronogrady），也就是軀幹處於水平姿势，是一個和四足步行相關的概念。幾乎所有的四足步行動物都是伏行姿態的，而也有伏行的雙足步行動物，包括許多現存的鳥類和已經滅絕的恐龍。伏行姿態的英文為pronograde posture，pronograde由拉丁文prōnus（意思為俯臥、前傾）和gradus（意思為步伐、姿態）組成。
具有直行（垂直）後背的非人類猿類可在所谓的指節行走中以四足步行的模式行走。